# Lijst van geallieerde troepen in Normandië
Dit is een lijst van de geallieerde troepen die direct of indirect hebben deelgenomen aan de Slag om Normandië, 6 juni - 25 augustus 1944. Alleen de algemene gevechtseenheden zijn hieronder opgesteld. Voor meer gedetailleerde beschrijvingen, zie de specifieke artikels over de desbetreffende eenheid.

## Verenigde Staten
Zie: Actieve Amerikaanse divisies in Normandië

## Verenigd Koninkrijk
| Guards Armoured Division                                                             | 28 juni      | Generaal-majoor A.H.S. Adair                                        |
| 5th Guards Armoured Brigade                                                          | 30 juni      | Brigadegeneraal N.W. Gwatkin                                        |
| 2nd Armoured Battalion, Grenadier Guards                                             | 30 juni      | ?                                                                   |
| 1st Armoured Battalion, Coldstream Guards                                            | 30 juni      | ?                                                                   |
| 2nd Armoured Battalion, Irish Guards                                                 | 30 juni      | ?                                                                   |
| 1st Motor Battalion, Grenadier Guards                                                | 30 juni      | ?                                                                   |
| 32nd Guards Infantry Brigade                                                         | 25 juni      | Brigadegeneraal G.F. Johnson                                        |
| 5th Battalion, Coldstream Guards                                                     | ?            | ?                                                                   |
| 1st Battalion, Welsh Guards                                                          | 18 - 29 juni | ?                                                                   |
| 3rd Battalion, Irish Guards                                                          | ?            | ?                                                                   |
| Royal Artillery                                                                      | ?            | ?                                                                   |
| 55th Field Regiment RA                                                               | ?            | ?                                                                   |
| 153rd Field Regiment RA                                                              | ?            | ?                                                                   |
| 21st AT                                                                              | ?            | ?                                                                   |
| 94th LAA                                                                             | ?            | ?                                                                   |
| Royal Engineers                                                                      | ?            | ?                                                                   |
| 14th Field Squadron                                                                  | ?            | ?                                                                   |
| 615th Field Squadron                                                                 | ?            | ?                                                                   |
| 2nd BN Welsh Guards Armoured Reconnaissance                                          | 18 - 29 juni | ?                                                                   |
| 7th Armoured Division                                                                | 6/12 juni    | Generaal-majoor G. W. E. J. (George) Erskine                        |
| 22nd Armoured Brigade                                                                | 6/7 juni     | Brigadegeneraal W.R.N. Hinde                                        |
| 1st Royal Tank Regiment                                                              | 7 juni       | Luitenant-Kolonel R.M.P. Carver                                     |
| 5th Royal Tank Regiment                                                              | 7 juni       | Luitenant-kolonel C.A. Holliman                                     |
| 4th County of London Yeomanry (vervangen door de 5th Dragoon Guards op 19 juli 1944) | 7 juni       | Luitenant-Kolonel Arthur, The Viscount Cranleigh                    |
| 5th Royal Inniskilling Dragoon Guards (verving de 4th Yeomanry op 19 juli 1944)      | ?            | ?                                                                   |
| 1st Battalion, The Rifle Brigade                                                     | 7 juni       | ?                                                                   |
| 131st Infantry Brigade (Queens Brigade)                                              | 8 juni       | Brigadegeneraal M.S. Ekins                                          |
| 1/5th Battalion, The Queen's Royal Regiment (West Surrey)                            | 8 juni       | ?                                                                   |
| 1/6th Battalion, The Queen's Royal Regiment                                          | 8 juni       | ?                                                                   |
| 1/7th Battalion, The Queen's Royal Regiment                                          | 8? juni      | ?                                                                   |
| Royal Artillery                                                                      | 8 juni       | ?                                                                   |
| 3rd Battalion Royal Horse Artillery                                                  | 8? juni      | ?                                                                   |
| 5th Battalion Royal Horse Artillery                                                  | 8? juni      | ?                                                                   |
| 15th LAA Regiment                                                                    | 8? juni      | ?                                                                   |
| Royal Engineers                                                                      | 8 juni       | ?                                                                   |
| 4th Field Squadron                                                                   | 8? juni      | ?                                                                   |
| 621st Field Squadron                                                                 | 8? juni      | ?                                                                   |
| 11th Armoured Division                                                               | 13 juni      | Generaal-majoor G.P.B. Roberts                                      |
| 29th Armoured Brigade                                                                | 15 juni      | Brigadegeneraal C.B.C. Harvey                                       |
| 23rd Hussars                                                                         | 15 juni      | ?                                                                   |
| 3rd Royal Tank Regiment                                                              | juni         | Luitenant-kolonel D.A.H. Silvertop                                  |
| 8th Battalion, The Rifle Brigade                                                     | juni         | ?                                                                   |
| 159th Infantry Brigade                                                               | 15 juni      | Brigadegeneraal J.G. Sandie                                         |
| 4th Battalion, The King's Shropshire Light Infantry                                  | ?            | Luitenant-Kolonel Miles                                             |
| 3rd Battalion, The Monmouthshire Regiment                                            | ?            | ?                                                                   |
| 1st Battalion, The Hertfordshire Regiment                                            | ?            | ?                                                                   |
| 4th Armoured Brigade                                                                 | 7 juni       | Brigadegeneraal J.C. Currie                                         |
| 44th Battalion Royal Tank Regiment                                                   | ?            | Luitenant-Kolonel G.C. Hopkinson                                    |
| Royal Scots Greys (The 2nd Dragoons)                                                 | 7 juni       | Luitenant-Kolonel A.G.J. Readman                                    |
| 3rd/4th County of London Yeomanry                                                    | ?            | Luitenant-Kolonel John Anderson                                     |
| 2nd Battalion, The King's Royal Rifle Corps                                          | 7 juni       | Luitenant-Kolonel W. Heathcoat-Amory                                |
| 8th Armoured Brigade                                                                 | 6 juni       | Brigadegeneraal Bernard Cracroft                                    |
| 4th/7th Royal Dragoon Guards                                                         | 6 juni       | Luitenant-Kolonel Rodney Byron                                      |
| 24th Lancers                                                                         | 6 juni       | Luitenant-Kolonel W. A. C. Anderson                                 |
| Nottinghamshire Yeomanry                                                             | 6 juni       | Luitenant-Kolonel John Anderson                                     |
| 12th Battalion, The King's Royal Rifle Corps                                         | 15 juni      | Luitenant-Kolonel R.G. Oxley                                        |
| 27th Armoured Brigade                                                                | 6 juni       | Brigadegeneraal G. E. Prior-Palmer                                  |
| 13th/18th Royal Hussars (Queen Mary's Own)                                           | 6 juni       | Luitenant-Kolonel R. T. G Harrap                                    |
| East Riding Yeomanry                                                                 | 6 juni       | ?                                                                   |
| The Staffordshire Yeomanry                                                           | 6 juni       | Luitenant-Kolonel J. A. Eadie                                       |
| 6th Airborne Division                                                                | 6 juni       | Generaal-majoor Richard Nelson Gale                                 |
| 3rd Parachute Brigade                                                                | 6 juni       | Brigadegeneraal James Hill                                          |
| 8th Parachute Battalion                                                              | 6 juni       | Luitenant-Kolonel Alastair Pearson                                  |
| 9th (Eastern and Home Counties) Parachute Battalion                                  | 6 juni       | Luitenant-Kolonel Terence Otway                                     |
| 1st Canadian Parachute Battalion                                                     | 6 juni       | Luitenant-Kolonel George Bradbrooke                                 |
| 5th Parachute Brigade                                                                | 6 juni       | Brigadegeneraal Nigel Poett                                         |
| 7th (Light Infantry) Parachute Battalion                                             | 6 juni       | Luitenant-Kolonel Richard Geoffrey Pine-Coffin                      |
| 12th (Yorkshire) Parachute Battalion                                                 | 6 juni       | Luitenant-Kolonel Anthony Percival Johnson\|Johnny Johnson          |
| 13th (Lancashire) Parachute Battalion                                                | 6 juni       | Luitenant-Kolonel Peter Luard                                       |
| 6th Airlanding Brigade                                                               | 6 juni       | Brigadegeneraal The Hon. Hugh Kindersley                            |
| 12th Battalion, The Devonshire Regiment                                              | 7 juni       | Luitenant-Kolonel Dick Stevens                                      |
| 2nd Battalion, The Oxfordshire and Buckinghamshire Light Infantry                    | 6 juni       | Luitenant-Kolonel Michael Roberts                                   |
| 1st Battalion, Royal Ulster Rifles                                                   | 6 juni       | Luitenant-Kolonel Jack Carson                                       |
| 3rd Infantry Division                                                                | 6 juni       | Generaal-majoor T.G. Rennie                                         |
| 8th Infantry Brigade                                                                 | 6 juni       | Brigadegeneraal E. E. Cass                                          |
| 1st Battalion, The Suffolk Regiment                                                  | 6 juni       | Luitenant-Kolonel R. E. Goodwin                                     |
| 2nd Battalion, The East Yorkshire Regiment                                           | 6 juni       | Luitenant-Kolonel G. F. Hutchinson                                  |
| 1st Battalion, The South Lancashire Regiment                                         | 6 juni       | Luitenant-Kolonel R. P. H. Burbury, Luitenant-Kolonel G. H. Bolster |
| 9th Infantry Brigade                                                                 | 6 juni       | Brigadegeneraal J. G. Cunningham                                    |
| 2nd Battalion, The Lincolnshire Regiment                                             | 6 juni       | ?                                                                   |
| 1st Battalion, The King's Own Scottish Borderers                                     | 6 juni       | Luitenant-Kolonel G.D. Renny                                        |
| 2nd Battalion, Royal Ulster Rifles                                                   | 6 juni       | Luitenant-Kolonel I. C. Harris                                      |
| 185th Infantry Brigade                                                               | 6 juni       | Brigadegeneraal K. P. Smith                                         |
| 2nd Battalion, The Royal Warwickshire Regiment                                       | 6 juni       | Luitenant-Kolonel H.O.S. Herdon                                     |
| 1st Battalion, The Royal Norfolk Regiment                                            | 6 juni       | Luitenant-Kolonel R. H. Bellamy                                     |
| 2nd Battalion, The King's Shropshire Light Infantry                                  | 6 juni       | Luitenant-Kolonel F. J. Maurice                                     |
| 15th (Scottish) Infantry Division                                                    | 14 juni      | Generaal-majoor G.H.A. MacMillan                                    |
| 44th Infantry Brigade                                                                | 17 juni      | Brigadegeneraal H.D.K. Money                                        |
| 8th Battalion, The Royal Scots                                                       | 14 juni      | luitenant-kolonel R. Delacombe                                      |
| 6th Battalion, The King's Own Scottish Borderers                                     | 15 juni      | luitenant-kolonel J.G. Shillington                                  |
| 6th Battalion, The Royal Scots Fusiliers                                             | ?            | luitenant-kolonel C.R. Buchanan                                     |
| 46th Highland Infantry Brigade                                                       | 17 juni      | Brigadegeneraal C.M. Barber                                         |
| 9th Battalion, The Cameronians                                                       | ?            | luitenant-kolonel R.M. Villiers                                     |
| 2nd Battalion, The Glasgow Highlanders, The Highland Light Infantry                  | ?            | luitenant-kolonel P.U. Campbell                                     |
| 7th (Morayshire) Battalion, Seaforth Highlanders                                     | ?            | luitenant-kolonel E.H.G. Grant                                      |
| 227th Infantry Brigade                                                               | 18 juni      | Brigadegeneraal J.R. Mackintosh-Walker                              |
| 10th Battalion, The Highland Light Infantry                                          | ?            | luitenant-kolonel J.D.S. Young                                      |
| 2nd Battalion, The Gordon Highlanders                                                | ?            | luitenant-kolonel E.C. Colville                                     |
| 2nd Battalion, The Argyll and Sutherland Highlanders (Princess Louise's)             | ?            | luitenant-kolonel J.W. Tweede                                       |
| Royal Artillery                                                                      | ?            | Brigadegeneraal R. Hilton                                           |
| 131st Field Regiment RA                                                              | ?            | luitenant-kolonel J.M. Hailey                                       |
| 181st Field Regiment RA                                                              | ?            | luitenant-kolonel A.C.E. Devereux                                   |
| 190th Field Regiment RA                                                              | ?            | luitenant-kolonel R.J. Streatfield                                  |
| 97th AT Regiment                                                                     | ?            | luitenant-kolonel K.L. Beddington                                   |
| 119th LAA Regiment                                                                   | ?            | luitenant-kolonel J.F. Young                                        |
| 43e (Wessex) Infanteriedivisie                                                       | 24 juni      | Generaal-majoor G.I. Thomas                                         |
| 129th Infantry Brigade                                                               | 23 juni      | Brigadegeneraal G.H.L. Mole                                         |
| 4th Battalion, The Somerset Light Infantry                                           | ?            | ?                                                                   |
| 4th Battalion, The Wiltshire Regiment                                                | ?            | ?                                                                   |
| 5th Battalion, The Wiltshire Regiment                                                | ?            | ?                                                                   |
| 130th Infantry Brigade                                                               | 24 juni      | Brigadegeneraal N.D. Leslie                                         |
| 7th Battalion, Royal Hampshire Regiment                                              | ?            | ?                                                                   |
| 4th Battalion, The Dorsetshire Regiment                                              | ?            | ?                                                                   |
| 5th Battalion, The Dorsetshire Regiment                                              | ?            | ?                                                                   |
| 214th Infantry Brigade                                                               | 24 juni      | Brigadegeneraal H. Essame                                           |
| 7th Battalion, The Somerset Light Infantry                                           | ?            | ?                                                                   |
| 1st Battalion, The Worcestershire Regiment                                           | ?            | ?                                                                   |
| 5th Battalion, The Duke of Cornwall's Light Infantry                                 | ?            | ?                                                                   |
| 49th (West Riding) Infantry Division                                                 | 6 juni       | Generaal-majoor E.H. Barker                                         |
| 146th Infantry Brigade                                                               | 10 juni      | Brigadegeneraal A. Dunlop                                           |
| 4th Battalion, The Lincolnshire Regiment                                             | ?            | ?                                                                   |
| 1/4th Battalion, The King's Own Yorkshire Light Infantry                             | 10 juni      | ?                                                                   |
| The Hallamshire Battalion, The York and Lancaster Regiment                           | ?            | ?                                                                   |
| 147th Infantry Brigade                                                               | 12 juni      | Brigadegeneraal E.R. Mahony                                         |
| 6th Battalion, The Duke of Wellington's Regiment                                     | ?            | ?                                                                   |
| 1st Battalion, The Leicestershire Regiment                                           | ?            | ?                                                                   |
| 7th Battalion, The Duke of Wellington's Regiment                                     | ?            | ?                                                                   |
| 11th Battalion, The Royal Scots Fusiliers                                            | ?            | ?                                                                   |
| 70th Infantry Brigade (Vertrok in augustus 1944)                                     | 14 juni      | Brigadegeneraal E.C. Cooke-Collis                                   |
| The Durham Light Infantry                                                            | ?            | ?                                                                   |
| 11th Battalion, The Durham Light Infantry                                            | ?            | ?                                                                   |
| 1st Battalion, Black Watch                                                           | ?            | ?                                                                   |
| 56th Infantry Brigade (joined division in augustus)                                  | 6 juni       | Brigadegeneraal E. C. Pepper                                        |
| 2nd Battalion, The South Wales Borderers                                             | 6 juni       | ?                                                                   |
| 2nd Battalion, The Gloucestershire Regiment                                          | 6 juni       | ?                                                                   |
| 2nd Battalion, The Essex Regiment                                                    | 6 juni       | ?                                                                   |
| 50th (Northumbrian) Infantry Division                                                | 6 juni       | Generaal-majoor D.A.H. Graham                                       |
| 69th Infantry Brigade                                                                | 6 juni       | Brigadegeneraal F. Y. C. Cox                                        |
| 5th Battalion, The East Yorkshire Regiment                                           | 6 juni       | Luitenant-Kolonel White                                             |
| 6th Battalion, The Green Howards                                                     | 6 juni       | Luitenant-Kolonel Robin Hastings                                    |
| 7th Battalion, The Green Howards                                                     | 6 juni       | Luitenant-Kolonel P. H. Richardson                                  |
| 151st Infantry Brigade                                                               | 6 juni       | Brigadegeneraal R. H. Senior                                        |
| 6th Battalion, The Durham Light Infantry                                             | 6 juni       | Luitenant-kolonel A.E. Green                                        |
| 8th Battalion, The Durham Light Infantry                                             | 6 juni       | Luitenant-kolonel R.P. Lidwill                                      |
| 9th Battalion, The Durham Light Infantry                                             | 6 juni       | Luitenant-kolonel H. Woods                                          |
| 231st Infantry Brigade                                                               | 6 juni       | Brigadegeneraal A. G. B. Stanier Bart                               |
| 2nd Battalion, The Devonshire Regiment                                               | 6 juni       | Luitenant-kolonel C. A. R. Nevill                                   |
| 1st Battalion, The Dorsertshire Regiment                                             | 6 juni       | Luitenant-kolonel E.A.M. Norie                                      |
| 1st Battalion, The Hampshire Regiment                                                | 6 juni       | Luitenant-kolonel David Nelson-Smith                                |
| 51st (Highland) Infantry Division                                                    | 6 juni       | Generaal-majoor D.C. Bullen-Smith                                   |
| 152nd Infantry Brigade                                                               | 8 juni       | Brigadegeneraal D.H. Haugh                                          |
| 2nd Battalion, The Seaforth Highlanders                                              | ?            | ?                                                                   |
| 5th Battalion, The Seaforth Highlanders                                              | ?            | ?                                                                   |
| 5th Battalion, The Queen's Own Cameron Highlanders                                   | ?            | ?                                                                   |
| 153rd Infantry Brigade                                                               | 7 juni       | Brigadegeneraal H. Murray                                           |
| 5th (Angus and Dundee) Battalion, The Black Watch (Royal Highland Regiment)          | 6 juni       | ?                                                                   |
| 1st Battalion, The Gordon Highlanders                                                | ?            | ?                                                                   |
| 5th/7th Battalion, The Gordon Highlanders                                            | ?            | ?                                                                   |
| 154th Infantry Brigade                                                               | 10 juni      | Brigadegeneraal J.A. Hopwood                                        |
| 1st Battalion, The Black Watch                                                       | ?            | Luitenant-Kolonel John Adam Hopwood                                 |
| 7th (Fife) Battalion, The Black Watch                                                | ?            | ?                                                                   |
| 7th Battalion, The Argyll and Sutherland Highlanders                                 | ?            | ?                                                                   |
| 53rd (Welsh) Infantry Division                                                       | 27 juni      | Generaal-majoor R.K. Ross                                           |
| 71st Infantry Brigade                                                                | 25 juni      | Brigadegeneraal V. Blomfield                                        |
| 1st Battalion, The East Lancashire Regiment                                          | ?            | ?                                                                   |
| 1st Battalion, The Highland Light Infantry                                           | ?            | ?                                                                   |
| 1st Battalion, The Oxfordshire and Buckinghamshire Light Infantry                    | ?            | ?                                                                   |
| 158th Infantry Brigade                                                               | 23 juni      | Brigadegeneraal S.O. Jones                                          |
| 4th Battalion, The Royal Welch Fusiliers                                             | ?            | ?                                                                   |
| 6th Battalion, The Royal Welch Fusiliers                                             | ?            | ?                                                                   |
| 7th Battalion, The Royal Welch Fusiliers                                             | ?            | ?                                                                   |
| 160th Infantry Brigade                                                               | 28 juni      | Brigadegeneraal L.G. Whistler                                       |
| 1/5th Battalion, The Welch Regiment                                                  | ?            | ?                                                                   |
| 4th Battalion, The Welch Regiment                                                    | ?            | ?                                                                   |
| 2nd Battalion, The Monmouthshire Regiment                                            | 26 juni      | ?                                                                   |
| 59th (Staffordshire) Infantry Division                                               | 27 juni      | Generaal-majoor L.O. Lyne                                           |
| 176th Infantry Brigade                                                               | 29 juni      | Brigadegeneraal R.W.H. Fryer                                        |
| 7th Battalion, The Royal Norfolk Regiment                                            | ?            | ?                                                                   |
| 7th Battalion, The South Staffordshire Regiment                                      | ?            | ?                                                                   |
| 6th Battalion, The North Staffordshire Regiment                                      | ?            | ?                                                                   |
| 177th Infantry Brigade                                                               | 27 juni      | Brigadegeneraal M.S. Ekins                                          |
| 5th Battalion, The South Staffordshire Regiment                                      | ?            | ?                                                                   |
| 1/6th Battalion, The South Staffordshire Regiment                                    | ?            | ?                                                                   |
| 2/6th Battalion, The South Staffordshire Regiment                                    | ?            | ?                                                                   |
| 197th Infantry Brigade                                                               | 29 juni      | Brigadegeneraal J. Lingham                                          |
| 1/7th Battalion, The Royal Warwickshire Regiment                                     | ?            | ?                                                                   |
| 2/5th Battalion, The Lancashire Fusiliers                                            | ?            | ?                                                                   |
| 5th Battalion, The East Lancashire Regiment                                          | ?            | ?                                                                   |
| Overige                                                                              |              |                                                                     |
| 79th Armoured Division, Royal Engineers                                              | 6 juni       | Generaal-majoor Percy Hobart                                        |
| 5th Battalion, The King's Regiment                                                   | 6 juni       | Luitenant-Kolonel D. H. V. Board                                    |
| 8th (Irish) Battalion, The King's Regiment                                           | 6 juni       | Luitenant-Kolonel W. J. Humphrey                                    |
| 18th Battalion, The Durham Light Infantry                                            | 6 juni       | ?                                                                   |
| The Buckinghamshire Battalion                                                        | 6 juni       | ?                                                                   |
| 1st Special Service Brigade                                                          | 6 juni       | Brigadegeneraal Lord Lovat                                          |
| Commando                                                                             | 6 juni       | Luitenant-Kolonel Peter Young                                       |
| Commando                                                                             | 6 juni       | Luitenant-Kolonel Robert Dawson                                     |
| No. 6 British Commandos                                                              | 6 juni       | Luitenant-Kolonel Derek Mills Roberts                               |
| No. 10 (Inter-Allied) Commando                                                       | 6 juni       | ?                                                                   |
| No 45 (Royal Marine) Commando                                                        | 6 juni       | Luitenant-Kolonel Charles Ries                                      |
| 4th Special Service Brigade                                                          | 6 juni       | Brigadegeneraal B. W. Leicester                                     |
| No. 41 (Royal Marine) Commando                                                       | 6 juni       | Luitenant-Kolonel E. Palmer                                         |
| No. 46 (Royal Marine) Commando                                                       | 7 juni       | Luitenant-Kolonel C. R. Hardy                                       |
| No. 47 (Royal Marine) Commando                                                       | 6 juni       | Luitenant-Kolonel C. F. Phillips                                    |
| No. 48 (Royal Marine) Commando                                                       | 6 juni       | Luitenant-Kolonel J. L. Moulton                                     |

## Canada
| Eenheid                                                                          | Gearriveerd op | Bevelhebber                           |
| -------------------------------------------------------------------------------- | -------------- | ------------------------------------- |
| 2nd Canadian Infantry Division                                                   | 7 juli         | Generaal-majoor C. Foulkes            |
| 4th Canadian Infantry Brigade                                                    | 7 juli         | Brigadegeneraal S. Lett               |
| The Royal Regiment of Canada                                                     | 7 juli         | ?                                     |
| The Royal Hamilton Light Infantry                                                | juni           | Luitenant-Kolonel John M. Rockingham  |
| The Essex Scottish Regiment                                                      | ?              | Luitenant-Kolonel B.J.S. Macdonald    |
| 5th Canadian Infantry Brigade                                                    | ?              | Brigadegeneraal W. J. Megill          |
| The Black Watch (Royal Highland Regiment) of Canada                              | ?              | ?                                     |
| Le Régiment de Maisonneuve                                                       | ?              | ?                                     |
| The Calgary Highlanders                                                          | 6 juli         | Luitenant-Kolonel D.G. MacLauchlan    |
| 6th Canadian Infantry Brigade                                                    | 6-8 juli       | Brigadegeneraal H. A. Young           |
| Les Fusiliers Mont-Royal                                                         | 6-8 juli       | ?                                     |
| The Queen's Own Cameron Highlanders of Canada                                    | 7 juli         | Luitenant-Kolonel N.H. Ross           |
| The South Saskatchewan Regiment                                                  | 6 juli         | Luitenant-Kolonel F.A. Clift          |
| 3rd Canadian Infantry Division                                                   | 6 juni         | Generaal-majoor R.F.L. Keller         |
| 7th Canadian Infantry Brigade                                                    | 6 juni         | Brigadegeneraal Harry W. Foster       |
| The Regina Rifle Regiment                                                        | 6 juni         | Luitenant-Kolonel M. Matheson         |
| 1st Battalion, The Royal Winnipeg Rifles                                         | 6 juni         | Luitenant-Kolonel M. Meldram          |
| 1st Battalion Canadian Scottish Regiment (M.G.)                                  | 6 juni         | Luitenant-Kolonel F.N. Cabeldu        |
| 8th Canadian Infantry Brigade                                                    | 6 juni         | Brigadegeneraal Kenneth G. Blackadder |
| 1st Battalion, The North Shore (New Brunswick) Regiment                          | 6 juni         | Luitenant-Kolonel D.B. Buell          |
| The Queen's Own Rifles of Canada                                                 | 6 juni         | Luitenant-Kolonel J.G. Spragge        |
| Le Régiment de la Chaudière                                                      | 6 juni         | Luitenant-Kolonel J.B. Mathieu        |
| 9th Canadian Infantry Brigade                                                    | 6 juni         | Brigadegeneraal D.G. Cunningham       |
| The Highland Light Infantry of Canada                                            | 6 juni         | Luitenant-Kolonel F.M. Griffiths      |
| The Stormont, Dundas and Glengarry Highlanders                                   | 6 juni         | Luitenant-Kolonel F.M. Christiansen   |
| 1st Battalion, The North Nova Scotia Highlanders                                 | 6 juni         | Luitenant-Kolonel C. Petch            |
| 2nd Canadian Armoured Brigade                                                    | 6 juni         | Brigadegeneraal R.A. Wyman            |
| 6th (Reserve) Armoured Regiment (1st Hussars)                                    | 6 juni         | Luitenant-Kolonel R.J. Colwell        |
| 10th Armoured Regiment (The Fort Garry Horse)                                    | 6 juni         | Luitenant-Kolonel R.E.A.Morton        |
| 27th Armoured Regiment (Les Fusiliers de Sherbrooke)                             | 6 juni         | Luitenant-Kolonel M.B.K. Gordon       |
| Royal Canadian Artillery                                                         | 6 juni         | Brigadegeneraal P.A.S. Todd           |
| 12th Canadian Field Regiment RCA                                                 | 6 juni         | Luitenant-Kolonel Webb                |
| 13th Canadian Field Regiment RCA                                                 | 6 juni         | Luitenant-Kolonel T. de P.T. Clifford |
| 14th Canadian Field Regiment RCA                                                 | 6 juni         | Luitenant-Kolonel H.S. Griffin        |
| 19th Canadian Field Regiment RCA                                                 | 6 juni         | Luitenant-Kolonel R.G. Clarke         |
| 3rd Anti-Tank Regiment                                                           | 6 juni         | Luitenant-Kolonel J.P. Phin           |
| 4th Canadian FLight Anti-Aircraft Regiment RCA                                   | 6 juni         | Luitenant-Kolonel C.E. Woodrow        |
| 4th Canadian (Armoured) Division                                                 | ?              | Generaal-majoor G. Kitching           |
| 4th Canadian Armoured Brigade                                                    | ?              | Brigadegeneraal E. L. Booth           |
| 21st Canadian Armoured Regiment (Governor General's Foot Guards)                 | ?              | ?                                     |
| 22nd Canadian Armoured Regiment (Canadian Grenadier Guards)                      | ?              | ?                                     |
| 28th Canadian Armoured Regiment (British Columbia Regiment)                      | ?              | luitenant-kolonel Don G. Worthington  |
| The Lake Superior Scottish Regiment (Motor)                                      | ?              | ?                                     |
| 10th Canadian Infantry Brigade                                                   | ?              | Brigadegeneraal J. J. Jefferson       |
| The Lincoln and Welland Regiment                                                 | 25 juli 1944   | ?                                     |
| The Algonquin Regiment                                                           | ?              | luitenant-kolonel Hay                 |
| The Argyll and Sutherland Highlanders of Canada                                  | ?              | ?                                     |
| Overige                                                                          |                |                                       |
| 1st Canadian Parachute Battalion (attached to the British 6th Airborne Division) | 6 juni         | Luitenant-Kolonel George Bradbrooke   |
| 48th Royal Marine Commando (attached to the Canadian 3rd Infantry Division)      | 6 juni         | Luitenant-Kolonel J.L. Moulton        |

## Polen
| Eenheid                              | Gearriveerd op     | Bevelhebber                              |
| ------------------------------------ | ------------------ | ---------------------------------------- |
| 1st Polish Armoured Division         | 30 juli-1 augustus | Generaal-majoor S. Maczek                |
| 10e Poolse Pantser Cavelerie Brigade | 30 juli-1 augustus | Kolonel. T. Majewski                     |
| 1e Poolse Pantserregiment            | 1 augustus         | Luitenant-Kolonel Antoni Stefanowicz     |
| 2e Poolse Pantserregiment            | 30-31 juli         | Luitenant-Kolonel. S. Koszutski          |
| 24e Poolse Lancers Regiment          | ca 31 juli         | Luitenant-Kolonel J. Kański              |
| 10e Poolse Dragoons Regiment         | ca 31 juli         | Luitenant-Kolonel Władysław Zgorzelski   |
| 3rd Poolse Infanterie Brigade        | 30-31 juli         | Kolonel Marian Wieroński                 |
| 1e Poolse Highland Bataljon          | ca 31 juli         | Luitenant-Kolonel K. Complak             |
| 8e Poolse Rifle Bataljon             | ca 31 juli         | Luitenant-Kolonel Aleksander Nowaczyński |
| 9e Poolse Rifle Bataljon             | ca 31 juli         | Luitenant-Kolonel Zygmunt Szydłowski     |

## Frankrijk
| 2e Division Blindée (Tweede pantserdivisie)              | 1 augustus | Generaal Philippe Leclerc   |
| 1er Régiment de Marche de Spahis Marocains               | 1 augustus | ?                           |
| 501e Régiment de Chars de Combat                         | ?          | ?                           |
| 12e Régiment de Chasseurs d'Afrique                      | ?          | kolonel de Langlade         |
| 12e Régiment de Cuirassiers                              | ?          | ?                           |
| Régiment Blindé de Fusiliers de Marine                   | ?          | ?                           |
| Andere                                                   |            |                             |
| 4e Commando, onderdeel van de Britse 1e Commando Brigade | 6 juni     | Commandant Philippe Kieffer |
| 3e speciaal luchtservice regiment                        | ?          | ?                           |
| 4e speciaal luchtservice regiment                        | ?          | ?                           |

## Noorwegen
Ongeveer 1.950 Noorse militairen namen deel aan de Slag om Normandië. Zowel in afzonderlijke Noorse eenheden als in eenheden van de geallieerden namen ze deel aan het gevecht. De Noorse eenheden opereerden onder Brits bevel en werden daarom hoofdzakelijk ingezet in de sectoren Gold, Juno en Sword
Enkele van de deelnemende eenheden:
- Luchtmacht
  - 331e Eskader
  - 332e Eskader

- Marine
  - 10 schepen
    - HNoMS Stord
    - HNoMS Svenner
    - HNoMS Glaisdale
    - HNoMS Acantus
    - HNoMS Eglantine
    - HNoMS Rose
    - HNoMS Nordkapp
    - The Motorlaunches 128, 213 and 573

## Nederland
De Nederlandse troepen kwamen op 6, 7 en 8 augustus 1944, geruime tijd na D-Day, aan land. Het grootste deel landde bij Arromanches in Frankrijk. Ze streden onder andere mee in de frontlinies in Normandië
- Koninklijke Nederlandse Brigade "Prinses Irene". De gehele brigade was gemotoriseerd en bestond uit:
  - Een staf- en verzorgingseenheid
  - Drie infanterie gevechtsgroepen
  - Een verkenningsafdeling
  - Een batterij artillerie
  - Een afdeling verbindingstroepen
  - Een hersteleenheid
  - Een brigadetrein
  - Een compagnie aanvullingstroepen

## België
- Belgische 1e Infanteriebrigade (ook wel Brigade Piron)